# Blindheim
Blindheim è un comune tedesco di 1 686 abitanti, situato nel land della Baviera.
È situato  circa 1 km a nord del fiume Danubio.
Nel 1704 fu teatro della Battaglia di Blenheim.